# Jürgen Straub
Jürgen Straub, né le 3 novembre 1953 à Weitersroda, en Thuringe, est un athlète est-allemand qui a été médaillé olympique. Il faisait partie des meilleurs spécialistes de demi-fond dans les années 1980.
Avec sa deuxième place sur 1 500 m aux Jeux olympiques d'été de 1980 à Moscou, Straub fit sensation. La distance était dominée depuis des années par les britanniques Sebastian Coe et Steve Ovett qui faisaient figure de grandissimes favoris. Mais Straub parvint à prendre la médaille d'argent, derrière Coe et devant Ovett. Comme aucun coureur ne voulait mener, Straub s'est longtemps trouvé en tête. À 300 m de l'arrivée, il lança le sprint et Ovett ne put suivre. Cette course fut l'un des grands moments des jeux cette année-la.

## Palmarès

### Jeux olympiques d'été
- Jeux olympiques d'été de 1980 à Moscou ( Union soviétique)
  -  Médaille d'argent sur 1 500 m

### Championnats d'Europe d'athlétisme
- Championnats d'Europe d'athlétisme 1978 à Prague ( Tchécoslovaquie)
  - 7e sur 1 500 m

### Championnats d'Europe d'athlétisme en salle
- Championnats d'Europe d'athlétisme en salle de 1977 à Saint-Sébastien ( Espagne)
  -  Médaille d'or sur 1 500 m
- Championnats d'Europe d'athlétisme en salle de 1978 à Milan ( Italie)
  -  Médaille de bronze sur 1 500 m